# Fausto Rossi (calciatore)
Fausto Rossi (Torino, 3 dicembre 1990) è un calciatore italiano, centrocampista svincolato.

## Caratteristiche tecniche
Può giocare in tutti i ruoli del centrocampo, con particolare preferenza per quello di regista con caratteristiche offensive. È dotato di personalità, tecnica e visione di gioco.

## Carriera

### Club
Inizia giovanissimo nell'Orione Vallette per passare poi alla Juventus. In autunno 2008, in relazione alla momentanea crisi di risultati attraversata dalla Juve ad inizio campionato, si ipotizzò un suo rapido inserimento in prima squadra, viste le sue doti qualitative in mezzo al campo. Con la primavera vince il Torneo di Viareggio nel 2009 e nel 2010 con la fascia di capitano.
Nel 2010 passa in comproprietà al Vicenza in Serie B. Il 17 gennaio 2012 fa ritorno alla Juventus. Viene girato successivamente in prestito al Brescia.
Il 24 marzo 2012 realizza la sua prima doppietta con la maglia del Brescia nella sfida contro il Grosseto vinta per 2-1 dalle rondinelle. Alla fine del prestito ritorna alla Juventus, ma il 22 agosto il prestito con diritto di riscatto e contro opzione viene rinnovato.
Il 18 agosto 2013, prima di essere ceduto dalla Juventus, viene inserito nella lista dei convocati per la finale di Supercoppa italiana contro la Lazio (vinta dai bianconeri per 4-0), senza però scendere in campo.
Il 28 agosto 2013 viene ceduto in prestito al Real Valladolid in Primera División. L'8 marzo 2014 mette a segno la sua prima rete nel campionato spagnolo nella vittoria casalinga per 1-0 contro il Barcellona, ritornando a segnare un goal dopo quasi due anni dall'ultima volta.
Il 31 luglio 2014 passa al Cordoba con la formula del prestito. L'anno successivo passa invece alla Pro Vercelli, militante in Serie B.
Il 9 gennaio 2017, firma un contratto fino a giugno con i siciliani del Trapani Calcio.
Rimasto svincolato dopo l'esperienza siciliana, il 12 luglio 2017 firma un contratto biennale con l'C.S.Universitatea Craiova, squadra della massima serie rumena, allenata dall'italiano Devis Mangia. Il 27 luglio 2017 esordisce nelle competizioni UEFA per club nella partita di andata, valevole per il terzo turno preliminare di Europa League, giocata contro il Milan. Si infortuna però in autunno e dopo la prima stagione rescinde il contratto rimanendo svincolato.
Il 17 luglio 2019 firma un contratto con la Reggiana. con cui disputa 4 stagioni; il primo anno vince i play off di Serie C con la promozione in Serie B a cui segue una pronta retrocessione.
Nel 2023 firma un contratto biennale con il Vicenza, militante in terza serie.Disputa per entrambi gli anni i play off promozione, perdendone uno in finale. Il 1 luglio 2025 resta svincolato

### Nazionale
Esordisce con la Nazionale Under-21 guidata da Ciro Ferrara il 1º giugno 2011, nella partita vinta 2-0 contro la Costa d'Avorio al Torneo di Tolone. Il 6 settembre gioca poi la sua prima gara valida per le qualificazioni agli Europei di categoria 2013, la vittoria per 3-0 in casa dell'Ungheria.
Segna la sua prima rete il 6 ottobre dello stesso anno nella partita per le qualificazione agli europei vinta per 7-2 contro il Liechtenstein. Partecipa all'europeo Under-21 in Israele nel 2013.

## Statistiche

### Presenze e reti nei club
Statistiche aggiornate al 28 maggio 2025.
| Stagione        | Squadra         | Campionato      | Campionato | Campionato | Coppe nazionali | Coppe nazionali | Coppe nazionali | Coppe continentali | Coppe continentali | Coppe continentali | Altre coppe | Altre coppe | Altre coppe | Totale | Totale |
| Stagione        | Squadra         | Comp            | Pres       | Reti       | Comp            | Pres            | Reti            | Comp               | Pres               | Reti               | Comp        | Pres        | Reti        | Pres   | Reti   |
| --------------- | --------------- | --------------- | ---------- | ---------- | --------------- | --------------- | --------------- | ------------------ | ------------------ | ------------------ | ----------- | ----------- | ----------- | ------ | ------ |
| 2010-2011       | Vicenza         | B               | 16         | 0          | CI              | 3               | 1               | -                  | -                  | -                  | -           | -           | -           | 19     | 1      |
| 2011-gen. 2012  | Vicenza         | B               | 8          | 0          | CI              | 1               | 0               | -                  | -                  | -                  | -           | -           | -           | 9      | 0      |
| gen.-giu. 2012  | Brescia         | B               | 12         | 3          | CI              | -               | -               | -                  | -                  | -                  | -           | -           | -           | 12     | 3      |
| 2012-2013       | Brescia         | B               | 32+2       | 0          | CI              | 0               | 0               | -                  | -                  | -                  | -           | -           | -           | 34     | 0      |
| Totale Brescia  | Totale Brescia  | Totale Brescia  | 44+2       | 3          |                 | 0               | 0               |                    | -                  | -                  |             | -           | -           | 46     | 3      |
| 2013-2014       | Real Valladolid | PD              | 31         | 1          | CR              | 1               | 0               | -                  | -                  | -                  | -           | -           | -           | 32     | 1      |
| 2014-2015       | Córdoba         | PD              | 24         | 0          | CR              | 1               | 0               | -                  | -                  | -                  | -           | -           | -           | 25     | 0      |
| 2015-2016       | Pro Vercelli    | B               | 20         | 2          | CI              | -               | -               | -                  | -                  | -                  | -           | -           | -           | 20     | 2      |
| gen.-giu. 2017  | Trapani         | B               | 8          | 0          | CI              | -               | -               | -                  | -                  | -                  | -           | -           | -           | 8      | 0      |
| 2017-2018       | U Craiova       | L1              | 5          | 0          | CR              | 0               | 0               | UEL                | 2                  | 0                  | -           | -           | -           | 7      | 0      |
| 2019-2020       | Reggiana        | C               | 25+3       | 0          | CI-C            | 2               | 0               | -                  | -                  | -                  | -           | -           | -           | 30     | 0      |
| 2020-2021       | Reggiana        | B               | 20         | 0          | CI              | 1               | 0               | -                  | -                  | -                  | -           | -           | -           | 21     | 0      |
| 2021-2022       | Reggiana        | C               | 32+2       | 0          | CI-C            | 1               | 0               | -                  | -                  | -                  | -           | -           | -           | 35     | 0      |
| 2022-2023       | Reggiana        | C               | 27         | 0          | CI-C+CI-C       | 1+1             | 0               | -                  | -                  | -                  | SC-C        | 2           | 0           | 31     | 0      |
| Totale Reggiana | Totale Reggiana | Totale Reggiana | 104+5      | 0          |                 | 6               | 0               |                    | -                  | -                  |             | 2           | 0           | 117    | 0      |
| 2023-2024       | Vicenza         | C               | 21+6       | 1          | CI-C            | 2               | 0               | -                  | -                  | -                  | -           | -           | -           | 29     | 1      |
| 2024-2025       | Vicenza         | C               | 17+3       | 0          | CI-C            | 1               | 0               | -                  | -                  | -                  | -           | -           | -           | 21     | 0      |
| Totale Vicenza  | Totale Vicenza  | Totale Vicenza  | 62+9       | 1          |                 | 7               | 1               |                    | -                  | -                  |             | -           | -           | 78     | 2      |
| Totale carriera | Totale carriera | Totale carriera | 314        | 7          |                 | 15              | 1               |                    | 2                  | 0                  |             | 2           | 0           | 333    | 8      |

### Cronologia presenze e reti in nazionale
| Cronologia completa delle presenze e delle reti in nazionale ― Italia under 21 | Cronologia completa delle presenze e delle reti in nazionale ― Italia under 21 | Cronologia completa delle presenze e delle reti in nazionale ― Italia under 21 | Cronologia completa delle presenze e delle reti in nazionale ― Italia under 21 | Cronologia completa delle presenze e delle reti in nazionale ― Italia under 21 | Cronologia completa delle presenze e delle reti in nazionale ― Italia under 21 | Cronologia completa delle presenze e delle reti in nazionale ― Italia under 21 | Cronologia completa delle presenze e delle reti in nazionale ― Italia under 21 |
| Data                                                                           | Città                                                                          | In casa                                                                        | Risultato                                                                      | Ospiti                                                                         | Competizione                                                                   | Reti                                                                           | Note                                                                           |
| ------------------------------------------------------------------------------ | ------------------------------------------------------------------------------ | ------------------------------------------------------------------------------ | ------------------------------------------------------------------------------ | ------------------------------------------------------------------------------ | ------------------------------------------------------------------------------ | ------------------------------------------------------------------------------ | ------------------------------------------------------------------------------ |
| 1-6-2011                                                                       | Tolone                                                                         | Costa d'Avorio under 23                                                        | 0 – 2                                                                          | Italia under 21                                                                | Torneo di Tolone 2011 - 1º turno                                               | -                                                                              |                                                                                |
| 3-6-2011                                                                       | Saint-Raphaël                                                                  | Italia under 21                                                                | 1 – 1                                                                          | Portogallo under 20                                                            | Torneo di Tolone 2011 - 1º turno                                               | -                                                                              |                                                                                |
| 5-6-2011                                                                       | Le Lavandou                                                                    | Italia under 21                                                                | 1 – 1                                                                          | Colombia under 20                                                              | Torneo di Tolone 2011 - 1º turno                                               | -                                                                              |                                                                                |
| 8-6-2011                                                                       | Tolone                                                                         | Francia under 20                                                               | 1 – 0                                                                          | Italia under 21                                                                | Torneo di Tolone 2011 - Semifinale                                             | -                                                                              |                                                                                |
| 10-6-2011                                                                      | Tolone                                                                         | Messico under 20                                                               | 1 – 1 (4 – 5 dtr)                                                              | Italia under 21                                                                | Torneo di Tolone 2011 - Finale 3º posto                                        | -                                                                              | 69’                                                                            |
| 10-8-2011                                                                      | Varese                                                                         | Italia under 21                                                                | 1 – 1                                                                          | Svizzera under 21                                                              | Amichevole                                                                     | -                                                                              | 46’                                                                            |
| 6-9-2011                                                                       | Székesfehérvár                                                                 | Ungheria under 21                                                              | 0 – 3                                                                          | Italia under 21                                                                | Qual. Europeo Under-21 2013                                                    | -                                                                              |                                                                                |
| 6-10-2011                                                                      | Vaduz                                                                          | Liechtenstein under 21                                                         | 2 – 7                                                                          | Italia under 21                                                                | Qual. Europeo Under-21 2013                                                    | 1                                                                              | 21’ 53’                                                                        |
| 11-10-2011                                                                     | Rieti                                                                          | Italia under 21                                                                | 2 – 0                                                                          | Turchia under 21                                                               | Qual. Europeo Under-21 2013                                                    | -                                                                              |                                                                                |
| 10-11-2011                                                                     | Istanbul                                                                       | Turchia under 21                                                               | 0 – 2                                                                          | Italia under 21                                                                | Qual. Europeo Under-21 2013                                                    | -                                                                              |                                                                                |
| 6-9-2012                                                                       | Casarano                                                                       | Italia under 21                                                                | 7 – 0                                                                          | Liechtenstein under 21                                                         | Qual. Europeo Under-21 2013                                                    | -                                                                              | 46’                                                                            |
| 10-9-2012                                                                      | Casarano                                                                       | Italia under 21                                                                | 2 – 4                                                                          | Irlanda under 21                                                               | Qual. Europeo Under-21 2013                                                    | -                                                                              |                                                                                |
| 28-2-2012                                                                      | Cannes                                                                         | Francia under 21                                                               | 1 – 1                                                                          | Italia under 21                                                                | Amichevole                                                                     | -                                                                              | 60’                                                                            |
| 25-4-2012                                                                      | Edimburgo                                                                      | Scozia under 21                                                                | 1 – 4                                                                          | Italia under 21                                                                | Amichevole                                                                     | -                                                                              | 45’                                                                            |
| 15-8-2012                                                                      | Leeuwarden                                                                     | Paesi Bassi under 21                                                           | 0 – 3                                                                          | Italia under 21                                                                | Amichevole                                                                     | -                                                                              | 46’                                                                            |
| 12-10-2012                                                                     | Pescara                                                                        | Italia under 21                                                                | 1 – 0                                                                          | Svezia under 21                                                                | Qual. Europeo Under-21 2013                                                    | -                                                                              | 59’                                                                            |
| 16-10-2012                                                                     | Kalmar                                                                         | Svezia under 21                                                                | 2 – 3                                                                          | Italia under 21                                                                | Qual. Europeo Under-21 2013                                                    | -                                                                              |                                                                                |
| 6-2-2013                                                                       | Andria                                                                         | Italia under 21                                                                | 1 – 0                                                                          | Germania under 21                                                              | Amichevole                                                                     | -                                                                              |                                                                                |
| 22-3-2013                                                                      | Cittadella                                                                     | Italia under 21                                                                | 2 – 0                                                                          | Russia under 21                                                                | Amichevole                                                                     | -                                                                              | 45’                                                                            |
| 25-3-2013                                                                      | Bassano del Grappa                                                             | Italia under 21                                                                | 1 – 0                                                                          | Ucraina under 21                                                               | Amichevole                                                                     | -                                                                              | 77’                                                                            |
| 5-6-2013                                                                       | Tel Aviv                                                                       | Inghilterra under 21                                                           | 0 – 1                                                                          | Italia under 21                                                                | Europeo Under-21 2013 - 1º turno                                               | -                                                                              | 86’                                                                            |
| 8-6-2013                                                                       | Tel Aviv                                                                       | Italia under 21                                                                | 4 – 0                                                                          | Israele under 21                                                               | Europeo Under-21 2013 - 1º turno                                               | -                                                                              | 40’                                                                            |
| 11-6-2013                                                                      | Tel Aviv                                                                       | Norvegia under 21                                                              | 1 – 1                                                                          | Italia under 21                                                                | Europeo Under-21 2013 - 1º turno                                               | -                                                                              | 61’                                                                            |
| 15-6-2013                                                                      | Petah Tiqwa                                                                    | Italia under 21                                                                | 1 – 0                                                                          | Paesi Bassi under 21                                                           | Europeo Under-21 2013 - Semifinali                                             | -                                                                              | 92’                                                                            |
| 18-6-2013                                                                      | Gerusalemme                                                                    | Italia under 21                                                                | 2 – 4                                                                          | Spagna under 21                                                                | Europeo Under-21 2013 - Finale                                                 | -                                                                              |                                                                                |
| Totale                                                                         |                                                                                | Presenze                                                                       | 25                                                                             |                                                                                | Reti                                                                           | 1                                                                              |                                                                                |

## Palmarès

### Club

#### Competizioni giovanili
- Torneo di Viareggio: 2

Juventus: 2009, 2010

#### Competizioni nazionali
- Coppa di Romania: 1

C.S.U. Craiova: 2017-2018
- Serie C: 1

Reggiana: 2022-2023 (girone B)